# Laminina, beta 3
La laminina, subunitat beta 3 és una proteïna que en els humans és codificada pel gen LAMB3.
LAMB3 codifica la subunitat beta 3 de la laminina. La laminina és composta de tres subunitats (alfa, beta i gamma) i són una família de proteïnes de la membrana basal. Per exemple, LAMB3 serveeix com a cadena beta de la laminina-5. Mutacions en la LAMB3 ha estat identificada com la causa de diversos tipus d'epidermòlisi ampul·lar. Per a aquest gen s'han trobat dos variants de transcrits obtinguts per splicing alternatiu, codificant la mateixa proteïna.